# (3351) Smith
(3351) Smith – planetoida z pasa głównego asteroid okrążająca Słońce w ciągu 5 lat i 117 dni w średniej odległości 3,05 j.a. Została odkryta 7 września 1980 roku w Lowell Observatory (Anderson Mesa Station) przez Edwarda Bowella. Nazwa planetoidy pochodzi od Michaela Smitha (1945-1986), amerykańskiego astronauty, członka załogi STS-51-L. Przed nadaniem nazwy planetoida nosiła oznaczenie tymczasowe (3351) 1980 RN1.